# Омега (буква древнепермского алфавита)
Омега (𐍪, коми омега, также о) — дополнительная буква древнепермского алфавита, использовавшегося для записи языка коми и в качестве тайнописи старорусского языка.

## Использование
Использовалась исключительно в русских тайнописных текстах и имела значение ѡ, в собственно древнепермских текстах вместо неё применяется о.

## Порядковый номер в алфавите
Буква 𐍪 присутствует в одном списке древнепермского алфавита, где она стоит в самом конце и заменяет о (𐍩). В. И. Лыткин относит 𐍪 к дополнительным буквам, использующимся преимущественно в русских заимствованиях, и условно помещает её на двадцать четвёртую позицию вместе с о.

## Название
В. И. Лыткин не ставит букве в соответствие никакого названия, считая её вариантом о. В Юникоде буква называется о (англ. oo).

## Начертание
Буква происходит от кириллической ѡ.

## Кодировка
Буква была закодирована в блоке Юникода «Древнепермское письмо» (англ. Old Permic) в версии 7.0, вышедшей 16 июня 2014 года, под кодом U+1036A.